# Ogradzanie pól
Ogradzanie pól – zjawisko w historii polegające na odbieraniu biednej ludności dobrych ziem, dokonywane przez wielkich właścicieli ziemskich w Anglii i Irlandii. Zjawisko to pojawiło się w XIII wieku, największe jednak rozmiary osiągnęło z końcem XVIII i w XIX w. w związku z tak zwaną pierwszą rewolucją przemysłową. Z gruntów ornych byli wypędzani także dzierżawcy, a pozyskane w ten sposób tereny zamieniano na pastwiska dla owiec (hodowanych dla wełny) lub plantacje lnu (konkurencja dla amerykańskiej bawełny). Ogradzanie prowadziło do licznych sprzeciwów ludności chłopskiej.
Najbardziej drastycznie proces ten przebiegał w Irlandii. Wypędzeni osiedlali się w koloniach brytyjskich, niekiedy byli wywożeni siłą. Według Marksa proces ogradzania związany jest z transformacją feudalnej gospodarki angielskiej do systemu kapitalistycznego.